# Bennett Cerf
Bennett Alfred Cerf (Manhattan, 25 maggio 1898 – Mount Kisco, 27 agosto 1971) è stato uno scrittore e curatore editoriale statunitense, uno dei fondatori della casa editrice statunitense Random House.
Bennett Cerf è anche noto per le sue raccolte di battute e giochi di parole, per aver tenuto delle lezioni in tutti gli Stati Uniti e per le sue apparizioni televisive nel game show What's My Line?.

## Apparizioni televisive nei game show

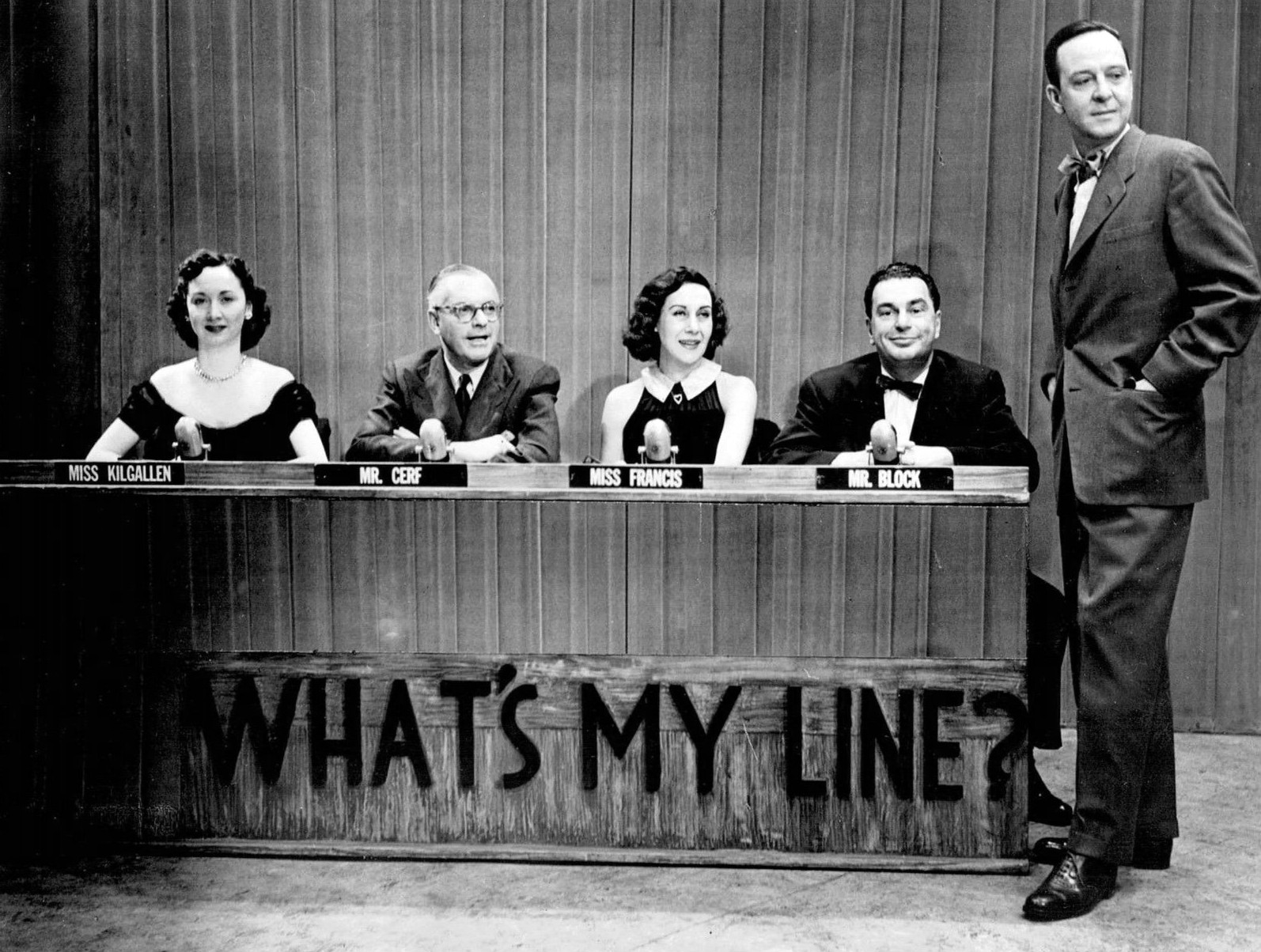
Da sinistra: Dorothy Kilgallen, Bennett Cerf, Arlene Francis, Hal Block e il conduttore John Daly sul set del game show What's My Line?.

Prima del 1951, Cerf era ospite occasionale del game show di NBC Who Said That?, nel quale delle celebrità cercano di indovinare l'identità di un'altra persona famosa tramite citazioni estratte dai recenti notiziari. Nel 1951, Cerf cominciò ad apparire ogni settimana nel programma What's My Line?, nel quale continuò a partecipare per i seguenti 16 anni, fino alla chiusura del programma su CBS nel 1967. Fino alla sua morte, Cerf continuò ad apparire regolarmente sulla versione syndication di What's My Line? su CBS Films, Inc. (ora Viacom) insieme ad Arlene Francis. Durante la sua permanenza a What's My Line?, Cerf ricevette una laurea honoris causa presso la University of Puget Sound.

## Morte
Bennett Cerf è morto per cause naturali a Mount Kisco, nello stato di New York, il 27 agosto 1971, all'età di 73 anni.

## Opere
- 1936 - The Bedside Book of Famous American Stories (antologia)
- 1940 - The Bedside Book of Famous British Stories (antologia)
- 1944 - Try and Stop Me
- 1944 - Famous Ghost Stories (antologia)
- 1945 - Laughing Stock
- 1946 - Anything for a Laugh: a collection of jokes and anecdotes that you, too, can tell and probably have
- 1948 - Shake Well Before Using
- 1948 - The Unexpected (antologia)
- 1950 - Laughter Incorporated
- 1952 - Good for a Laugh
- 1956 - The Life of the Party
- 1959 - The Laugh's on Me
- 1965 - Laugh Day
- 1977 - At Random: The Reminiscences of Bennett Cerf (New York, Random House, ISBN 0-375-75976-X)
- 2002 - Dear Donald, Dear Bennett: the wartime correspondence of Donald Klopfer and Bennett Cerf (New York, Random House, ISBN 0-375-50768-X)
- 1959 - Bennett Cerf's Book of Laughs (New York, Beginner Books, Inc., LOC 59-13387)
- Bennett Cerf's Book of Riddles
- Bennett Cerf's Bumper Crop (in due volumi)
- Bennett Cerf's Houseful of Laughter
- 1968 - Bennett Cerf's Treasury of Atrocious Puns (probabilmente l'ultimo libro pubblicato da Cerf prima della sua morte)